# Pauline (navire)
Pour les articles homonymes, voir Pauline.
La Pauline est une chaloupe pontée, réplique d'un lougre bateau pilote de la baie de Saint-Brieuc.
C'est un voilier associatif de promenade. Son port d'attache actuel est Dahouët à Pléneuf-Val-André  dans les Côtes-d'Armor.

Son immatriculation est : SB 737 , SB pour le quartier maritime de Saint-Brieuc.

## Histoire
Cette réplique a été effectuée dans le cadre du concours bateaux des côtes de France patronnée par le magazine Chasse-marée, à l'initiative de l'association Une Chaloupe pour Dahouët'. La Pauline a été classée deuxième de sa catégorie lors des fêtes maritimes de Brest en 1992.
Le bateau original, le lougre La Pauline de 1901, lancé par le chantier de Kerity-Paimpol, servit à la pêche au chalut, au bornage et au pilotage*.
Il a participé à différentes éditions des Fêtes maritimes de Brest : dont Brest 2000 et Brest 2008, d'où la caractéristique visuelle des bateaux-pilotes à savoir : coque noire avec une bande blanche et une ancre jointe à son numéro d'immatriculation ainsi que sur sa grand voile.

## Caractéristique
Son gréement est pourvu d'une voile au tiers sur chaque mât (une misaine et un taillevent), d'un hunier (ou flèche) au-dessus de la grand-voile et d'un foc sur le bout-dehors. Ses voiles sont brun foncé.

Chaloupe pontée, elle possède dans son rouf sept couchettes.